# Herman Hoogewal
Herman Hoogewal, né en août 1740 à Amsterdam et mort dans cette ville le 6 octobre 1815, est un homme politique néerlandais.

## Biographie
Ce marchand est élu à la municipalité patriote d'Amsterdam en juin 1795. Le 27 janvier 1796, il est élu député d'Amsterdam à la première assemblée nationale batave, où il siège à la commission des Finances. Fédéraliste modéré, il fait partie des 23 députés ayant voté contre le décret déclarant la République batave « une et indivisible », le 2 décembre 1796. Réélu en août 1797, il démissionne au lendemain du coup d'État unitariste du 22 janvier 1798. 
Le 12 septembre 1798, il est à nouveau élu député d'Amsterdam au Corps représentatif batave, jusqu'à sa dissolution en octobre 1801. Il entre quelques semaines plus tard au conseil départemental de Hollande puis au conseil des finances du département, jusqu'en 1807. Il se retire alors de la vie politique.